# 渴望和平、稳定、繁荣的两个一百年目标
渴望和平、稳定、繁荣的两个一百年目标（越南语：／）是越南共产党于其2021年第十三次全国代表大会上提出的建设目标。

## 历史
越南共产党此前曾在2011年越共十一大中提出过“到2020年将越南基本建设为迈向现代化的工业国家”的目标口号，此目标在其后的2016年越共十二大中通过的文件内被进一步调整为“到2020年时为越南尽早基本建成现代化工业国家而奠定基础”。

## 内容
越共在其文件中指出，到2030年越共建党一百周年之际，越南将会成为“现代工业化的中高等收入发展中国家”，届时人均国内生产总值预计达到7,500美元；到2045年越南建国一百周年之时，越南将会成为“高收入发达国家”，同时人均GDP至少达到12,535美元。